# İlker Yağcıoğlu
İlker Yağcıoğlu (Adapazarı, 10 marzo 1966) è un allenatore di calcio ed ex calciatore turco, di ruolo centrocampista.

## Palmarès

### Giocatore

#### Competizioni nazionali
- Campionato turco: 1

Fenerbahçe: 1995-1996
- Coppa di Turchia: 1

Sakaryaspor: 1987-1988